# پاشا اوبا
پاشا اوبا (به لاتین: Paşaoba) یک منطقه مسکونی در جمهوری آذربایجان است که در شهرستان قوبا واقع شده است.